# Who Was Who in Egyptology
Das Who was who in Egyptology ist ein biographisches Nachschlagewerk zur Geschichte der Ägyptologie.
Das Werk enthält biographische Artikel zu verstorbenen Personen, die auf dem Gebiet der Ägyptologie tätig waren, von deren Anfängen bis heute.
Die erste Auflage wurde von Warren R. Dawson (1888–1968) verfasst und erschien 1951 bei der Egypt Exploration Society. Sie enthielt noch keine Porträts der Personen. 1972 erschien eine durch Eric P. Uphill (* 1929) bearbeitete, deutlich erweiterte zweite Auflage mit zahlreichen Porträts.  Morris L. Bierbrier (* 1947) bearbeitete die dritte, erneut ergänzte und erweiterte Auflage, die 1995 erschien. Eine vierte erweiterte Auflage, bearbeitet von Morris L. Bierbrier, erschien 2012. Die fünfte, neu bearbeitete Auflage erschien 2019.

## Ausgaben
- Warren R. Dawson: Who was who in Egyptology. A biographical index of Egyptologists, of travellers, explorers, and excavators in Egypt, of collectors of and dealers in Egyptian antiquities, of consuls, officials, authors, benefactors, and others whose names occur in the literature of Egyptology, from the year 1500 to the present day, but excluding persons now living. Egypt Exploration Society, London 1951. X + 172 S.
- Warren R. Dawson, Eric P. Uphill: Who was who in Egyptology. A biographical index of Egyptologists, of travellers, explorers, and excavators in Egypt, of collectors of and dealers in Egyptian antiquities, of consuls, officials, authors, benefactors, and others whose names occur in the literature of Egyptology, from the year 1500 to the present day, but excluding persons now living. 2nd revised edition. Egypt Exploration Society, London 1972. XIV + 315 S.
  - Rezensionen: Michel Dewachter, in: Bibliotheca Orientalis 37 (1980) S. 303–306; Dieter Mueller, In: Journal of Near Eastern Studies 34 (1975) S. 149–150; Alain-Pierre Zivie, In: Revue d’Égyptologie 28 (1976) S. 176–178
- Warren R. Dawson, Eric P. Uphill: Who was who in Egyptology. 3rd revised edition by Morris L. Bierbrier. Egypt Exploration Society, London 1995. XIV + 458 S. ISBN 0-85698-125-7
- Morris L. Bierbrier: Who was who in Egyptology. 4th revised edition. Egypt Exploration Society. London 2012. XVI + 600 S. ISBN 978-0-85698-207-1
- Morris L. Bierbrier: Who was who in Egyptology. 5th revised edition. Egypt Exploration Society. London 2019. XXII + 510 S. ISBN 978-0-85698-242-2